# Itata
Die Itata war ein Dampfschiff. Es wurde 1873 als Baunummer 55 der Liverpool er Werft R. & J. Evans & Company aus Eisen für die Compañía de Navegación a Vapor de Valparaiso in Valparaiso gebaut. Im Jahr wurde die Itata auf die Compañía Sud Americana de Vapores in Valparaiso übertragen. Von 1910 bis 1920 war das Schiff aufgelegt, bevor es 1920 von der Compañía Nacional de Vapores in Valparaiso übernommen, mit einer Dreifachexpansionsdampfmaschine ausgerüstet und wieder in Fahrt genommen wurde. Auf der Route von Valparaíso nach Arica mit mehreren hundert Passagieren an Bord geriet es bei Coquimbo am 28. August 1922 in schlechtes Wetter und sank. Nur 13 Passagiere überlebten. Das Wrack wurde 2017 gefunden.